# Snědovice
Obec Snědovice (německy Schnedowitz) se nachází v okrese Litoměřice v Ústeckém kraji přibližně sedm kilometrů od Štětí. Žije zde 771 obyvatel.

## Historie
První písemná zmínka o obci pochází z roku 1350.
Po druhé světové válce byli z obce deportováni původní němečtí starousedlíci, a počet obyvatel klesl.

## Obyvatelstvo
|                                                                      | 1869 | 1880 | 1890 | 1900 | 1910 | 1921 | 1930 | 1950 | 1961 | 1970 | 1980 | 1991 | 2001 | 2011 |
| -------------------------------------------------------------------- | ---- | ---- | ---- | ---- | ---- | ---- | ---- | ---- | ---- | ---- | ---- | ---- | ---- | ---- |
| Obyvatelé                                                            | 453  | 449  | 417  | 357  | 362  | 378  | 352  | 185  | 220  | 184  | 290  | 281  | 283  | 255  |
| Domy                                                                 | 78   | 80   | 80   | 82   | 78   | 77   | 77   | 68   | 93   | 40   | 37   | 49   | 54   | 56   |
| Data z roku 1961 zahrnují i domy místních částí Křešov a Střížovice. |      |      |      |      |      |      |      |      |      |      |      |      |      |      |

## Pamětihodnosti
Snědovický zámek stojí v bývalém hospodářském dvoře ve východní části vesnice. Vznikl v šestnáctém století přestavbou starší gotické tvrze. Na konci sedmnáctého století byl barokně přestavěn a další úpravy probíhaly v devatenáctém století. Dalšími kulturními památkami jsou roubené domy čp. 46, 56 a 22 , 14 a 17 z osmnáctého a devatenáctého století. Na domě čp. 22 se nachází letopočet 1776.
Pravoúhlá kaple Neposkrvněného Početí Panny Marie, která stojí uprostřed vesnice, byla postavena roku 1856. Má zaoblená nároží, půlkruhově sklenutý vchod a v průčelí štítek s kruhovým oknem zakončený zvoničkovým nástavcem.

## Části obce
- Snědovice
- Bylochov
- Křešov
- Mošnice
- Strachaly
- Střížovice
- Sukorady
- Velký Hubenov

Ke Snědovicím patří také osada Nová Ves v katastrálním území Bylochov.

## Služby
V obci se nachází samoobsluha, knihovna, obecní úřad, hospoda a pošta.